# Nakajima Ki-49
Nakajima Ki-49 Donryū (jap. 中島 キ-49 呑龍) – japoński bombowiec z czasów II wojny światowej przeznaczony dla lotnictwa Cesarskiej Armii Japonii. Samolot powstał jako następca maszyn Mitsubishi Ki-21. Znany pod kodowym oznaczeniem alianckim jako „Helen”.

## Historia

### Geneza
W połowie lat 30. ubiegłego wieku Japonia rozpoczęła duży program modernizacyjny własnych sił zbrojnych. Jednym z jego elementów było unowocześnienie floty powietrznej sił lądowych i marynarki. W programie uczestniczyły między innymi, tradycyjnie rywalizujące ze sobą wytwórnie Nakajima i Mitsubishi. Ta pierwsza poniosła porażkę w konkursie na nowy, dwusilnikowy bombowiec dla lotnictwa armii. W rywalizacji pomiędzy Mitsubishi Ki-21 a Nakajima Ki-19 zwycięsko wyszła konstrukcja Mitsubishi. Zakładom Nakajima pozostała licencyjna produkcja maszyn konkurencji. Tuż po rozstrzygnięciu konkursu w Nakajimie zaczęto prace nad następcą Ki-21. Z uwagą przyglądano się doświadczeniom zbieranym podczas wojny w Chinach, gdzie zostały skierowane Ki-21. 
Rozległość obszaru walk sprawiała, że japońskie bombowce często prowadziły akcje bez własnej osłony myśliwców. W takich warunkach niezbyt nowoczesne chińskie myśliwce: I-15bis, I-153, czy I-16, zadawały japońskim wyprawom bombowym ciężkie straty.
Na początku 1938 roku lotnictwo armii lądowej nakreśliło wstępne warunki techniczne, jakie powinien spełniać nowy ciężki bombowiec mający zastąpić w linii Ki-21. Wymagano, aby nowa konstrukcja charakteryzowała się osiągami lepszymi niż Ki-21. Akcent położono na szybkość rzędu 500 km/h umożliwiającą ucieczkę oraz silne uzbrojenie strzeleckie. Armia swoje wymagania przedłożyła wytwórni Mitsubishi oraz Nakajimie, przydzielając jednocześnie wstępne oznaczenia nowym samolotom. Mitsubishi miała rozpocząć prace nad Ki-50, a Nakajima nad Ki-49. Dzięki temu, iż prace nad następcą Ki-21 trwały w Nakajimie od momentu, w którym Ki-19 przegrał z konstrukcją Mitsubishi, firma szybko była w stanie zaprezentować gotowy projekt i przejść do etapu budowy drewnianej makiety. Ukończono ją pod koniec 1938 roku. Tymczasem w Mitsubishi – widząc, na jakim etapie znajduje się konkurencyjna Nakajima – zrezygnowano z dalszych prac studyjnych nad Ki-50 i skoncentrowao się na udoskonalaniu Ki-21.

### Projekt
Inżynierami prowadzącymi cały projekt zostali Tei Koyama oraz Nishimura Itokawa (Hideo Itokawa). Na początku 1939 roku komisja lotnictwa armii lądowej dokonała inspekcji makiety i zaopiniowała Ki-49 do dalszych prac i budowy trzech egzemplarzy prototypowych. Nowa maszyna otrzymała również nazwę Donryū, pochodzącą od nazwy świątyni shintō, znajdującej się w pobliżu zakładów Nakajima.
W sierpniu 1939 roku ukończono pierwszy prototyp, który do swojego pierwszego lotu wzbił się w tym samym miesiącu. W samolocie zastosowano dwa silniki gwiazdowe Nakajima Ha-5 Kai. Nie były to jednak docelowe jednostki napędowe, silniki Nakajima Ha-41, które jednak znalazły się już na dwóch kolejnych prototypach. W chwili budowy pierwszej maszyny prototypowej (o numerze seryjnym 4901), Ha-41 nie był jeszcze dostępny. Drugi i trzeci prototyp (o numerach seryjnych odpowiednio 4902 i 4903) ukończono w listopadzie 1939 roku (według niektórych źródeł, w październiku 1939 roku).
Na przełomie lat 1939/1940 prace nad Ki-49 uległy dużemu spowolnieniu. Armia była usatysfakcjonowana osiągami zmodernizowanych Ki-21. Nie chciała również, podczas prowadzonych walk wymieniać floty bombowej. Wiązałoby się to z przerwą w dostawach bombowców. Wymagało czasu, aby przeszkolić załogi na nowym typie samolotu, co w warunkach trwającego konfliktu było nie do zaakceptowania. Tym samym zamówiono jedynie siedem egzemplarzy przedseryjnych, przeznaczonych do dalszych prób. W wyniku przeprowadzonych badań maszyna została skierowana do produkcji seryjnej 20 listopada 1940 roku pod oznaczeniem Ciężki Samolot Bombowy Donryu Armii Typ 100 Model 1 - Ki-49 I.

## Produkcja seryjna
Pomimo formalnego skierowania samolotu do produkcji, na pierwszy egzemplarz seryjny trzeba było czekać do sierpnia 1941 roku. Powodem opóźnienia była próba zbudowania na bazie Ki-49 maszyny myśliwskiej. Inicjatorem pomysłu przebudowy samolotów bombowych na ciężko uzbrojone maszyny myśliwskie, zdolne do towarzyszenia wyprawom bombowym była Cesarska Marynarka Wojenna. Do pełnienia nowej roli wyznaczono samoloty Mitsubishi G3M. Z kilku egzemplarzy usunięto wyposażenie bombowe i uzbrojono je w dodatkowe karabiny maszynowe i działka. Pomysł nie sprawdził się, klasyczne bombowce G3M po zrzuceniu ładunku szybko oddalały się znad celu, a eskortowe G3M2, obciążone wyposażeniem strzeleckim i dziesięcioosobową załogą nie były w stanie dotrzymać im kroku.
Pomimo fiaska podjęto decyzję, aby do roli maszyn eskortowych przystosować dysponujące większym udźwigiem i prędkością bombowce Mitsubishi G4M. Tak powstała myśliwska wersja Mitsubishi G6M1. Wprowadzanie dysponujących dużym zasięgiem, klasycznych samolotów myśliwskich Mitsubishi A6M uczyniło samoloty G6M1 zbędnymi. Tą samą drogą poszło lotnictwo armii lądowej. W 1940 roku Wydział Techniczny Głównego Biura ds. Lotnictwa Armii (Rikugun Koku Honbu Gijutsubu) przekazał wytwórni Nakajima wymagania techniczne na projekt ciężkiego myśliwca eskortowego, mającego powstać na bazie Ki-49. Nowa konstrukcja otrzymała oznaczenie Ki-58, a inżynierem nadzorującym cały program budowy wersji myśliwskiej został Ken’ichi Matsumura.
Cały program budowy wersji myśliwskiej trwający od grudnia 1940 roku do marca 1941 roku zakończył się na etapie trzech maszyn prototypowych, które nie spełniły oczekiwań lotnictwa armii. Opóźniło to ponadto wybudowanie pierwszego, bombowego samolotu seryjnego, który ukończono dopiero w sierpniu 1941 roku (niektóre źródła podają, iż miało to miejsce dopiero we wrześniu 1941 roku). Pomimo uruchomienia produkcji seryjnej do końca grudnia 1941 roku zdołano przekazać lotnictwu armii zaledwie 29 egzemplarzy. Obok macierzystych zakładów Nakajimy, w produkcję seryjną zaangażowana miała być również zlokalizowana w Mandżurii wytwórnia Manchuria Airplane Manufacturing Company (jap. Manshū Koku Hikōki Seizō Kabushiki-kaisha; w skrócie Manshū), która odpowiadała za dostarczenie samolotów jednostkom na podległym sobie terenie. Pomimo rozpoczęcia prac nad uruchomieniem produkcji już w 1940 roku, wytwarzanie tak skomplikowanej maszyny nie przebiegało sprawnie i szybko. Do połowy 1942 roku zdołano wyprodukować w Manshū zaledwie 30 samolotów Ki-49 I, które dostarczono do 74 Pułku Bombowców Ciężkich stacjonujących w Mandżurii.
Armia nie spieszyła się z kolejnymi zamówieniami. Do linii wchodziły kolejne, zmodernizowane wersje Ki-21, a w październiku 1941 roku przekazano Nakajimie kolejną specyfikację techniczną, tym razem na samolot pełniący rolę maszyny koordynującej ataki bombowe, znany pod oznaczeniem Ki-80. Z uwagi na zakres wymagań wobec nowej konstrukcji nie mogła być to prosta modyfikacja istniejącego płatowca. Od samolotu wymagano dużej prędkości, opancerzenia i silnego uzbrojenia strzeleckiego. Do prac modernizacyjnych wybrano dwa seryjne Ki-49. Zwiększono liczbę członków załogi do dwunastu osób. Rozbudowano system łączności, którego obsługą mieli zajmować się dwaj radiooperatorzy. Samolot uzbrojony miał być w jedno działko Ho-1 kalibru 20 mm, sześć karabinów maszynowych Typ 89 kalibru 7,7 mm i jeden karabin Typ 1 kalibru 12,7 mm. Maszyny mogły przenosić ładunek bombowy, ale ograniczony do 300 kg. Ki-80 wyposażono w nowe silniki Nakajima Ha-117 o mocy startowej 1802 kW (2450 KM). Żaden z dwóch Ki-80 nigdy nie wzniósł się w powietrze, a cały program budowy samolotu został anulowany. Silniki Ha-117 były na wczesnym etapie rozwoju nie umożliwiającym normalnej eksploatacji. Zmianie uległ również charakter działań japońskiego lotnictwa bombowego. Czasy dużych formacji bombowych wykonujących swoje zadania nad terytorium Chin odeszły w przeszłość, a ich miejsce zajęły zdecydowanie mniejsze ugrupowania operujące nad Pacyfikiem, głównym rejonem walk.
Według L. Wieliczki, wyprodukowano co najmniej 808 samolotów (w tym 10 prototypów), a nadto nieznaną liczbę z 30 zamówionych w wytwórni Manpi (Manshū). Z tej liczby, 129 zbudowano jako Ki-49-I i 669 jako Ki-49-II, a następnie 6 przebudowano na Ki-49-III, 3 na Ki-58, a 2 na Ki-80.

## Służba

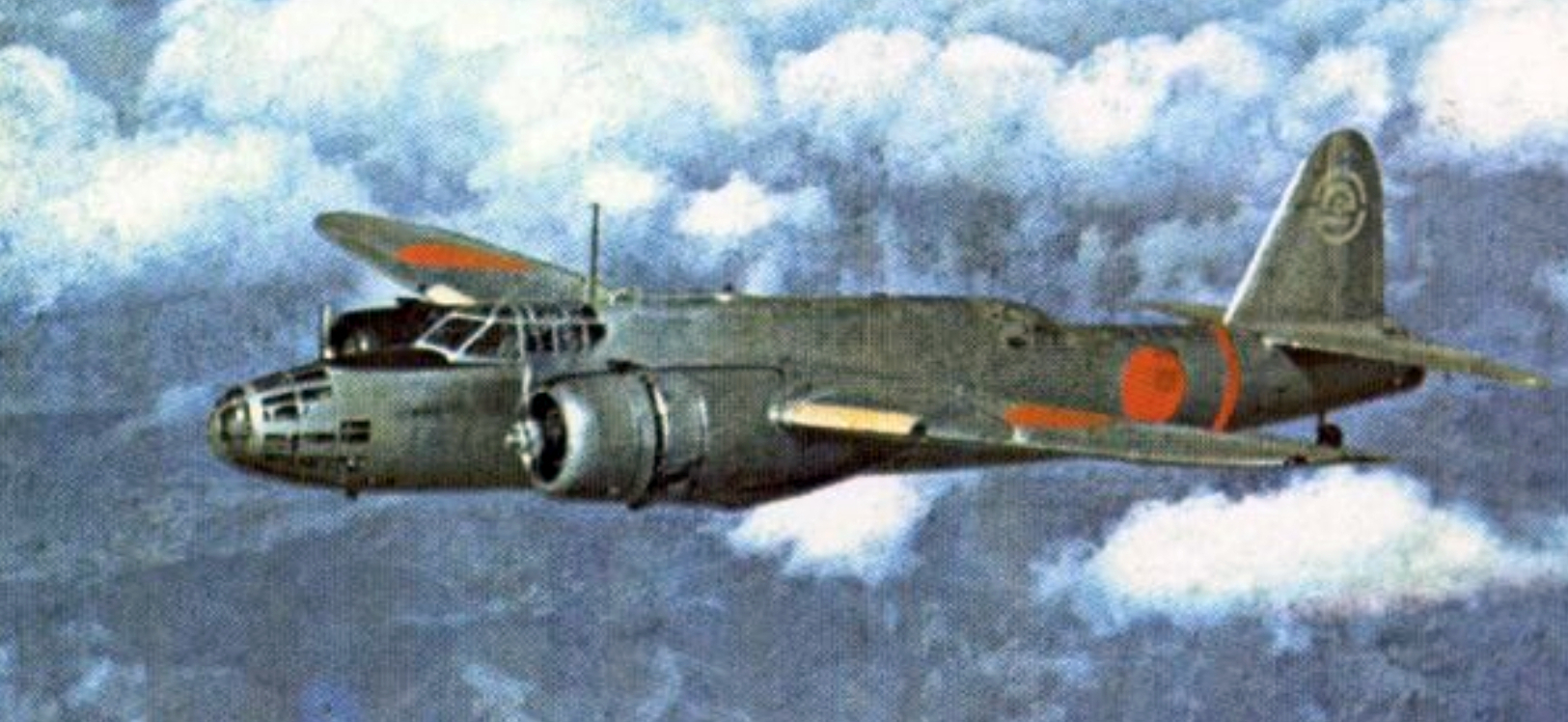
Ki-49 I używany w Szkole Lotnictwa Bombowego w Hamamatsu

Na początku 1942 roku pierwsze Ki-49 I zaczęły trafiać do jednostek lotnictwa armii. Głównym teatrem działań nowych bombowców była Nowa Gwinea i Nowa Brytania. W tym samym czasie maszyny trafiły także do Szkoły Lotnictwa Bombowego w Hamamatsu, a w lutym tego samego roku samolot wszedł na uzbrojenie pierwszej jednostki bojowej. Był to 61 Pułk Bombowców Ciężkich, latający dotychczas na Ki-21. Jednostka stacjonowała w Kendari na Celebesie, a jej zadaniem były akcje przeciwko północnemu wybrzeżu Australii.
Wstępną gotowość bojową pułk osiągnął w połowie 1942 roku, jednak pierwsza akcja bojowa samolotów miała miejsce 23 czerwca 1943 roku (według niektórych źródeł miało to miejsce 20 czerwca). Dziewiętnaście Ki-49 (według niektórych źródeł 18), 6 Ki-21 i 9 Ki-48 w eskorcie dwudziestu dwóch myśliwców Ki-43 zaatakowało Port Darwin w Australii. Debiut bojowy zakończył się utratą dwóch maszyn nad celem, zestrzelonych przez australijskie Supermarine Spitfire. Trzy maszyny rozbiły się, lądując przymusowo na Timorze. Kolejne dwie odniosły uszkodzenia, ale po dokonanych naprawach wróciły do służby.
We wrześniu 1943 roku samoloty pułku brały udział w akcji odpierania alianckiego desantu pod Lae. Straty były na tyle duże, iż pułk wycofano z linii celem reorganizacji i przezbrojenia w nową wersję Ki-49. Drugą i ostatnią jednostką przezbrojoną w pierwszą wersję Ki-49 był 74 Pułk Bombowców Ciężkich stacjonujący w Mandżukuo, który nowe samoloty otrzymał pod koniec 1942 roku jednak z braku celów na terenie stacjonowania pułku, bombowce jednostki nie brały udziału w walkach.
Wraz z uruchomieniem produkcji nowej wersji bombowca, wersję Ki-49 I postanowiono przebudować na maszyny transportowe. Zmniejszono ciężar konstrukcji, demontując zbędne opancerzenie, zredukowano liczbę karabinów maszynowych do trzech oraz załogę samolotu, pozostawiając dwóch pilotów, jednego strzelca oraz strzelca-nawigatora. Tak zmodyfikowana maszyna otrzymała oznaczenie Ki-49 I Kai. Mogła wziąć na pokład 12 pasażerów lub odpowiadający im ładunek. Samoloty znalazły się na stanie 7, 8, 9, 11, 12, 13, 14, 15 i 20 Samodzielnych Eskadr Transportowych i obsługiwały loty pomiędzy wyspami macierzystymi a Nową Gwineą i Rabaul. Transportowa wersja Donryū wykorzystywana była również do szkolenia personelu latającego na tego typu maszynach w Szkole Lotnictwa Komunikacyjnego mieszczącej się w Mito i w szkoleniu personelu naziemnego w szkole w Tokorozawa.
Pod koniec 1944 roku część samolotów Ki-49 I zmodyfikowano do pełnienia roli morskiego samolotu patrolowego. Maszyny wyposażono w detektor anomalii magnetycznych oraz radar przeszukujący powierzchnię morza. Tak wyposażone maszyny skierowano do wykrywania nieprzyjacielskich okrętów podwodnych na obszarze pomiędzy Japonią a Filipinami. Wersja Ki-49 I wykorzystywana była również do szkolenia pilotów w 105. Szkolnym Pułku Lotniczym od początku 1942 roku do początku 1944 roku.

## W amerykańskich rękach
Nowy samolot w lotnictwie japońskiej armii został zidentyfikowany przez aliantów w 1942 roku. Po raz pierwszy wymienia go Intelligence Information Memorandum Numer 12 z września 1942 roku, określając nową maszynę jako dwusilnikowy, średni bombowiec. Samolot otrzymał nazwę kodową „Helen”. Pierwsze egzemplarze nowego bombowca wpadły w ręce aliantów po akcji nad Port Darwin 20 czerwca 1943 roku. Kolejne zostały przechwycone przez amerykańskich marines na lotnisku położonym na przylądku Gloucester na wyspie Nowa Brytania w grudniu 1943 roku. Pomimo tego, iż wszystkie przechwycone egzemplarze były wrakami, amerykańskiemu wywiadowi technicznemu lotnictwa (Technical Air Intelligence Unit) udało się scharakteryzować nowy samolot. Zwrócono uwagę, że – jak na japońskie standardy – posiadał silne uzbrojenie strzeleckie i opancerzenie.

## Ki-49 II
Doświadczenia z eksploatacji samolotu w boju nie były pozytywne. Japońskie załogi preferowały łatwiejszy w pilotażu Ki-21. Ki-49 I, jak na swoje rozmiary zabierał niewielki ładunek bomb, a w przypadku startu w trudnych warunkach klimatycznych i terenowych, jeszcze bardziej zmniejszany. Podkreślano jednak silne uzbrojenie strzeleckie i opancerzenie chroniące załogę i zbiorniki paliwa. Piętą achillesową bombowca była niedostateczna moc silników.
Zdając sobie sprawę z problemu, japońscy inżynierowie już w trakcie wprowadzania do linii pierwszej wersji maszyny, rozpoczęli pracę nad jej udoskonaloną wersją. W tym celu w dwóch samolotach pierwszej wersji zamontowano nowe, mocniejsze silniki Nakajima Ha-109. Było to tym bardziej uzasadnione, iż produkcja jednostek napędowych zastosowanych na Ki-49 I, Ha-41 dobiegła końca w styczniu 1942 roku i zastąpiły je właśnie Ha-109. Zastosowano nowe, trójłopatowe śmigła o zmiennym skoku, przekonstruowano chłodnicę oleju, przesuwając ją do tyłu w porównaniu z seryjnymi Ki-49 I. Zainstalowano nowy celownik bombowy przystosowany do pracy w nocy oraz wzmocniono opancerzenie. Prace modernizacyjne rozpoczęto w czerwcu 1941 roku, a ukończono je w marcu 1942 roku. Obie maszyny poddano serii prób, których wyniki Wydział Techniczny Głównego Biura ds. Lotnictwa Armii zaakceptował we wrześniu 1942 roku i skierował samolot do produkcji seryjnej pod nazwą Ciężki Bombowiec Armii Typ 100 Model 2A Donryu (Ki-49 IIa).
W tym samym miesiącu ukończono pierwsze seryjne egzemplarze Ki-49 IIa. Obok zakładów macierzystych, produkcją licencyjną nowej wersji bombowca miały się zająć zakłady Tachikawa. Prace nad uruchomieniem linii montażowej rozpoczęto w styczniu 1943 roku, ale pierwsze licencyjne samoloty zaczęły powstawać dopiero w połowie roku. Produkcja nie trwała długo, już w styczniu 1944 roku zaprzestano wytwarzania Ki-49 II na rzecz bardziej potrzebnych armijnemu lotnictwu samolotów myśliwskich.
We wrześniu 1943 roku wytwórnia uruchomiła produkcję nowej wersji oznaczonej jako Ki-49 IIb. Różniła się ona od wersji Ki-49a wzmocnionym uzbrojeniem strzeleckim. Z pięciu karabinów maszynowych kalibru 7,7 mm, trzy zastąpiono karabinami Ho-103 kalibru 12,7 mm, bardziej efektywnymi w walce przeciwko silnie opancerzonym myśliwcom aliantów. Karabiny 7,7 mm pozostawiono w obydwu bocznych stanowiskach strzeleckich. Maszyny wyposażono również w nowy, szerokokątny celownik bombowy, lepiej przystosowany do pracy w nocy.

## Służba
Pierwszą jednostką, w której pojawiły się nowe wersje Ki-49 II w czerwcu 1943 roku był 7. Pułk Bombowców Ciężkich (Dai 7 Hikō Sentai) wchodzący w skład 7 Dywizji Powietrznej (Dai 7 Hikō Shidan). Nowe samoloty dostarczano drogą morską na Truk, a stamtąd samodzielnym lotem do Rabaul, skąd przebazowano ją na lotnisko polowe w Wewak. W drugim tygodniu sierpnia jednostka osiągnęła gotowość operacyjną. Prowadzone operacje lotnicze oraz naloty alianckiego lotnictwa startującego z Wysp Salomona na japońskie lotnisko zredukowały liczebność Ki-49 II do zaledwie sześciu egzemplarzy, jakie posiadała jednostka na początku 1944 roku. Poniesione straty zmusiły Japończyków do przezbrojenia jednostki w samoloty Mitsubishi Ki-67. W grudniu 1943 roku maszyny nowej wersji trafiły do 74. Pułku Bombowców Ciężkich w Mandżurii, a w czerwcu do 61. Pułku Bombowców Ciężkich (Dai 61 Hikō Sentai) działającego u wybrzeży Australii i wchodzącego w skład 7 Dywizji Powietrznej, w którym wersja Ki-49 II zastąpiła wcześniejszą Ki-49 I. 61. Pułk operował z lotniska zlokalizowanego na wyspie Wakde, na północnym wybrzeżu Nowej Gwinei.
Przebazowanie maszyn 61. Pułku z Celebesu na Nową Gwineę nie obyło się bez problemów. Utracono nad morzem kilka maszyn. Dostawy nowych samolotów z Japonii nastręczały dużych problemów. Droga morska na Truk, skąd samoloty samodzielnie leciały do Rabaul, a stamtąd na swoje lotniska polowe, patrolowana była przez amerykańskie łodzie podwodne. Bezpośrednie loty z Japonii, przez Formozę, Filipiny, Palau, Wewak do Rabaul z uwagi na dużą część lotu przebiegającego nad morzem, również nastręczała kłopotów pilotom nie wyszkolonym do nawigacji nad tego typu obszarem. Z kolei inne częstotliwości radiowe, na których operowała marynarka japońska i lotnictwo armii, często uniemożliwiało uzyskanie pomocy od marynarki.
Amerykańskie ataki lotnicze na Nową Gwineę i Nową Brytanię stawały się coraz częstsze. W marcu 1943 roku jednostki podległe 4 Armii Lotniczej, odpowiedzialnej za ten obszar działań, dysponowały jedynie 40 maszynami Ki-49. W sierpniu tego samego roku wszystkie dostępne samoloty przebazowano na Wewak.

### Nocny myśliwiec

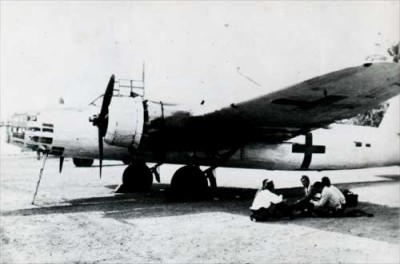
Nakajima Ki-49 w malowaniu stosowanym po zakończeniu wojny

Alianckie samoloty z 5 Armii Lotniczej obok dziennych nalotów prowadziły również nocne, nękające bombardowania japońskich baz zaopatrzeniowych na Nowej Gwinei i Nowej Brytanii, głównie najważniejszej japońskiej bazy w Rabaul. Lecące na dużej wysokości ciężkie bombowce były poza zasięgiem japońskich samolotów. Aby przeciwdziałać zagrożeniu, w warsztatach polowych w Wewak zmodyfikowano osiem samolotów Ki-49 II. Cztery z nich otrzymały silny reflektor zamontowany na dziobie, kolejne cztery 75 mm działo polowe. Samoloty miały działać parami, maszyna zaopatrzona w reflektor miała za zadanie zlokalizować przeciwnika i oświetlić go, drugi z samolotów miał go ostrzelać swoim 75 mm działem. System okazał się być całkowicie nieefektywny. Głównym problemem było wykrycie alianckiego bombowca i zaniechano dalszych działań w tym kierunku z użyciem Ki-49 II.

### Birma
Kolejną jednostką wyposażoną w Ki-49 II był 62. Pułk Bombowców Ciężkich. W lutym 1944 roku jednostkę przebazowano z Japonii do Birmy na lotnisko w Sungai Petani. Jej zadaniem były ataki na północne Indie. 27 marca 1944 roku bombowce 62. Pułku wyruszyły do swojej pierwszej akcji, którą było bombardowanie Ledo. Atak zakończył się katastrofą. Żaden samolot nie wrócił do bazy. Osiem maszyn zostało zestrzelonych bezpośrednio w rejonie celu przez alianckie myśliwce, kolejnych dziewięć przymusowo lądowało w Birmie. Podczas akcji zginęło 69 japońskich lotników w tym dowódca jednostki pułkownik Nobumasa Haga. Akcję przeciwko celom w Indiach prowadzono, wobec przytłaczającej przewagi aliantów w powietrzu, sporadycznie do maja 1944 roku. Atakowano między innymi kolejny raz Ledo oraz Imphal. Olbrzymie straty, aliancka dominacja w powietrzu, zmusiły Japończyków do wycofania jednostki na Filipiny w celu reorganizacji.

### Filipiny
W sierpniu 1944 roku na Filipiny zaczęły przybywać również jednostki podległe 4. Armii Lotniczej, stacjonujące do tego momentu na Nowej Gwinei i Nowej Bretanii. Wykrwawione pułki przezbrajano w nowe samoloty i uzupełniano stany osobowe. Pilotów ściągano z Chin, Japonii, Singapuru, Mandżurii i Birmy. Z Mandżurii przybył 74. Pułk Bombowców Ciężkich, a w jego miejsce posłano nowo sformowany 95. Pułk Bombowców Ciężkich. Tym samym Ki-49 stał się najliczniejszym bombowcem lotnictwa armii na obszarze południowo-wschodniej Azji. Przebazowanie trwało do listopada 1944 roku. Ciężkie bombowce stacjonowały na lotniskach Clark Field (późniejsza amerykańska baza lotnicza Clark Air Base) oraz w Lipa na Luzonie. Wielu samolotom nie dane było wziąć udziału w walce, 20 października 1944 roku Amerykanie wylądowali na Leyte. Przygotowując się do inwazji na Filipiny amerykańskie lotnictwo bombardowało japońskie bazy. Wiele samolotów zostało zniszczonych bezpośrednio na lotniskach. Ocalałe samoloty i piloci, wobec całkowitej dominacji w powietrzu amerykańskiego lotnictwa, operowali już tylko nocą.

### Kamikaze
Zdziesiątkowanie japońskiego lotnictwa armii, sprawiło, iż samoloty bombowe przestały działać jako zwarta siła. Z kolei sukcesy specjalnej jednostki Banda, wyposażonej w maszyny Kawasaki Ki-48, której zadaniem były samobójcze ataki, zrodził pomysł przystosowania również maszyn Ki-49 do tego typu zadań. Do nowej roli wytypowano dwanaście maszyn Ki-49-II otsu. Ich przebudową zajęły się macierzyste zakłady Nakajima. Liczebność załogi zredukowano do dwóch osób. W dziobie samolotu wygospodarowano miejsce na 800 kg bombę lotniczą z długim, prętowym zapalnikiem wystającym z dziobu samolotu. Maszynę pozbawiono całkowicie uzbrojenia strzeleckiego.
Pierwszy z samolotów gotowy był w sierpniu 1944 roku. Otrzymał oznaczenie Ciężki Bombowiec Armii Typ 100 Model 2 Kai Ki-49 II Kai. Latem tego samego roku rozpoczęto szkolenie personelu do samobójczych ataków. Pod koniec października 1944 roku na Filipiny przybyła pierwsza grupa pilotów-samobójców. Powstała ona na bazie ochotników z 74. Pułku Bombowców Ciężkich. Po nich na wyspach pojawiła się druga jednostka, która powstała na bazie 94. Pułku Bombowców Ciężkich. Oficjalnie obydwie jednostki zostały sformowane 14 grudnia 1944 roku, jednak do swojego pierwszego ataku, piloci obydwu grup wyruszyli 6 grudnia tego samego roku.
Zakładano powstanie dalszych osiemnastu jednostek samobójczych wyposażonych w 216 samolotów Ki-49 Kai II, jednak zakończenie walk na Filipinach pokrzyżowało te plany. Pojawienie się nowego bombowca armii, Mitsubishi Ki-67, który zaczął zastępować Ki-49 w jednostkach, praktycznie zakończyło karierę Donryū w lotnictwie armii. Tym niemniej, jeszcze w kwietniu i maju 1945 roku pojedyncze egzemplarze wykorzystano do samobójczych ataków podczas walk o Okinawę.
Samoloty Ki-49 chciano również wykorzystać w operacji Ken. Jej celem miało być przetransportowanie japońskich żołnierzy na znajdujące się na Marianach amerykańskie lotniska, na których stacjonowały bombowce Boeing B-29 Superfortress. Zadaniem Japończyków było zniszczenie jak największej liczby B-29. W bazie marynarki zlokalizowanej w Misawa rozpoczęto gromadzenie samolotów mających wziąć udział w akcji, wśród nich transportowe Ki-49. Miała być to misja w jedną stroną. Atak planowany był na 24 lipca 1945 roku, jednak 14 lipca amerykańskie lotnictwo pokładowe przeprowadziło atak na lotnisko w Misawa, niszcząc lub uszkadzając stacjonujące tam maszyny. Atak został przełożony na 19 sierpnia. Kapitulacja Japonii udaremniła cały projekt.
Na pokładzie samolotu Ki-49 zginął czołowy as japońskiego lotnictwa marynarki Hiroyoshi Nishizawa. 26 października 1944 roku maszyna wystartowała z Cebu udając się na Luzon. Na pokładzie znajdowało się kilku pilotów, którzy mieli dostarczyć nowe myśliwce na Cebu, wśród nich Nishizawa. Nad Calapan na wyspie Mindoro maszyna została zestrzelona przez dwa Hellcaty z dywizjonu US Navy VF-14.

## Ki-49 III
Równolegle z pracami nad wersją Ki-49 IIb, rozpoczęto prace nad dalszą i głębszą modernizacją bombowca. Na początku 1943 roku powstał projekt nowej wersji oznaczonej jako Ki-49 III, najważniejsza zmiana w stosunku do poprzednich modeli polegała na zastosowaniu mocniejszego silnika Nakajima Ha-117 o mocy 2450 KM (1802 kW). Prace prowadzone pomiędzy marcem i grudniem 1943 pozwoliły zmodyfikować w ten sposób sześć standardowych płatowców Ki-49 II (obydwu wersji „a” i „b”). Niestety dla projektu, silnik Ha-117 był dopiero w fazie opracowywania i doskonalenie, do zakończenia działań wojennych nie zdołano zbudować w pełni sprawnej i niezawodnej jednostki napędowej. Nakajima próbowała jeszcze „ożywić” projekt samolotem Nakajima Ki-82 jednak przegrał on rywalizację z Mitsubishi Ki-67.

## Po wojnie
Samoloty, które przetrwały wojnę używane były do transportu powracających japońskich żołnierzy. Jedna z maszyn, złożona z części wraków znalezionych na terenie Holenderskich Indii Wschodnich używana była do 1947 roku przez Indonezyjskie Ludowe Siły Rewolucyjne podczas walk z Holandią o niepodległość Indonezji.

## Konstrukcja
Ki-49 był całkowicie metalowym, jedynie stery i lotki kryte płótnem, dwusilnikowym średniopłatem. Usterzenie klasyczne, podwozie trójzespołowe z kółkiem ogonowym, chowane, główne do wnęk w gondolach silnikowych, tylne kółko ogonowe stałe, nie chowane. Pomiędzy gondolami silnikowymi a kadłubem skrzydła wyposażono w klapy Fowlera. Maksymalnie ośmioosobowa załoga składająca się z dwóch pilotów, bombardiera, nawigatora, radiooperatora pełniącego również funkcję strzelca pokładowego oraz trzech strzelców obsługujących karabiny maszynowe.

## Uzbrojenie
Samolot mógł przenosić w komorze bombowej od 750 kg do maksymalnie 1000 kg ładunku bomb. Stosowano konfiguracje: 15 bomb 50 kg (razem 750 kg), do 10 bomb 100 kg (1000 kg), 3 lub 4 bomby 250 kg, 1 lub 2 bomby 500 kg.
Uzbrojenie strzeleckie składało się z ruchomego, 20 mm działka grzbietowego Ho-1 oraz pięciu karabinów kalibru 7,7 mm (Ka-49 I) lub pięciu kalibru 7,92 mm w wersji Ka-49 II. Wersja Ka-49 IIb uzbrojona w 20 mm działko grzbietowe, trzy karabiny kalibru 12,7 mm Ho-103 (stanowisko dziobowe, tylne i dolne) i dwa 7,7 mm (po bokach kadłuba).